# Ибимирин
Ибимирин (порт. Ibimirim) — муниципалитет в Бразилии, входит в штат Пернамбуку. Составная часть мезорегиона Сертан штата Пернамбуку. Входит в экономико-статистический микрорегион Сертан-ду-Мошото. Население составляет 27 261 человек на 2007 год. Занимает площадь 2034 км². Плотность населения — 13,4 чел./км².
Праздник города — 20 декабря.

## История
Город основан 20 декабря 1963 года. 

## Статистика
- Валовой внутренний продукт на 2005 год составляет 68 413 000 реалов (данные: Бразильский институт географии и статистики).
- Валовой внутренний продукт на душу населения на 2005 год составляет 3112 реалов (данные: Бразильский институт географии и статистики).
- Индекс развития человеческого потенциала на 2000 год составляет 0,566 (данные: Программа развития ООН).

## География
В соответствии с классификацией Кёппена, климат относится к категории BShW.